# Айрапетян, Лорета
Лорета Айрапетян Тебризи, или просто Лорета (1911—1998) — иранская актриса театра и кино армянского происхождения.

## Биография
Лорета родилась в 1911 году в Тегеране. Сыграв ряд ролей в пьесах Уильяма Шекспира под руководством Ваграма Папазяна, она присоединилась к Театральному клубу Ирана. Там она участвовала в постановках таких пьес, как «Отелло», «Волпон», «Синяя птица» и «Газовый свет». В 1933 году она вышла замуж за Абдолхосейна Нушина.
После государственного переворота 1953 года Лорета вместе со своим мужем выехала за границу, и пара несколько лет проживала в Москве, где оба занялись получением образования. Лорета поступила в Школу-студию МХАТ, а её муж учился на филологическом факультете в Литературном институте имени А. М. Горького.
Когда пара вернулась в Иран через несколько лет, Лорета начала сниматься в кино и сыграла в шести фильмах, первым из которых была «Ночь казни» (1970). Также сыграла в фильмах «Невеста удачи» и «Тайна сокровища долины джинов» Эбрахима Голестана и в телесериале «Хосров-Мирза II» Носрата Карими. Лорета покинула Иран в 1979 году вместе со своим единственным сыном от брака с Нушином и отправилась жить в Вену (Австрия), где умерла 29 марта 1998 года.